# Markus Kessler (Leichtathlet)
Markus-Michael Kessler (* 28. Januar 1962 in Vorsfelde) ist ein ehemaliger deutscher Weitspringer.
Bei den Leichtathletik-Halleneuropameisterschaften 1984 in Göteborg wurde er mit 7,59 m Siebter, ein Jahr später schied er bei den Leichtathletik-Halleneuropameisterschaften 1985 in Piräus in der Qualifikation mit 7,53 m aus. Insgesamt trat Kessler 1984 und 1985 siebenmal im Nationaltrikot an. Bereits 1981 hatte er an den Junioreneuropameisterschaften teilgenommen, war aber mit der Sprintstaffel im Vorlauf disqualifiziert worden.
Bei den Deutschen Meisterschaften 1980 belegte er den fünften Platz, 1981 war er Vierter. 1984 und 1985 wurde er Deutscher Hallenmeister. 1986 wurde er bei den Deutschen Meisterschaften Dritter hinter Dietmar Haaf und Jürgen Hingsen, nachdem er 1984 Fünfter und 1985 Sechster geworden war. 
Markus Kessler startete für den VfL Wolfsburg, er war gelernter Industriekaufmann.

## Persönliche Bestleistungen
- Weitsprung: 7,92 m, 17. Juni 1984, Stuttgart
- 100 m: 10,40 s, 15. Mai 1988, Bensheim